# NGC 1022
NGC 1022 ist eine Balken-Spiralgalaxie mit hoher Sternentstehungsrate vom Hubble-Typ SBa im Sternbild Walfisch südlich der Ekliptik. Sie ist schätzungsweise 65 Millionen Lichtjahre von der Milchstraße entfernt und hat einen Durchmesser von etwa 50.000 Lichtjahren. Vom Sonnensystem aus entfernt sich die Galaxie mit einer errechneten Radialgeschwindigkeit von näherungsweise 1.500 Kilometern pro Sekunde.
Im selben Himmelsareal befinden sich unter anderem die Galaxien IC 243, PGC 1026590, PGC 1029495, PGC 1035404.
Das Objekt wurde am 10. September 1785 vom deutsch-britischen Astronomen Wilhelm Herschel entdeckt.

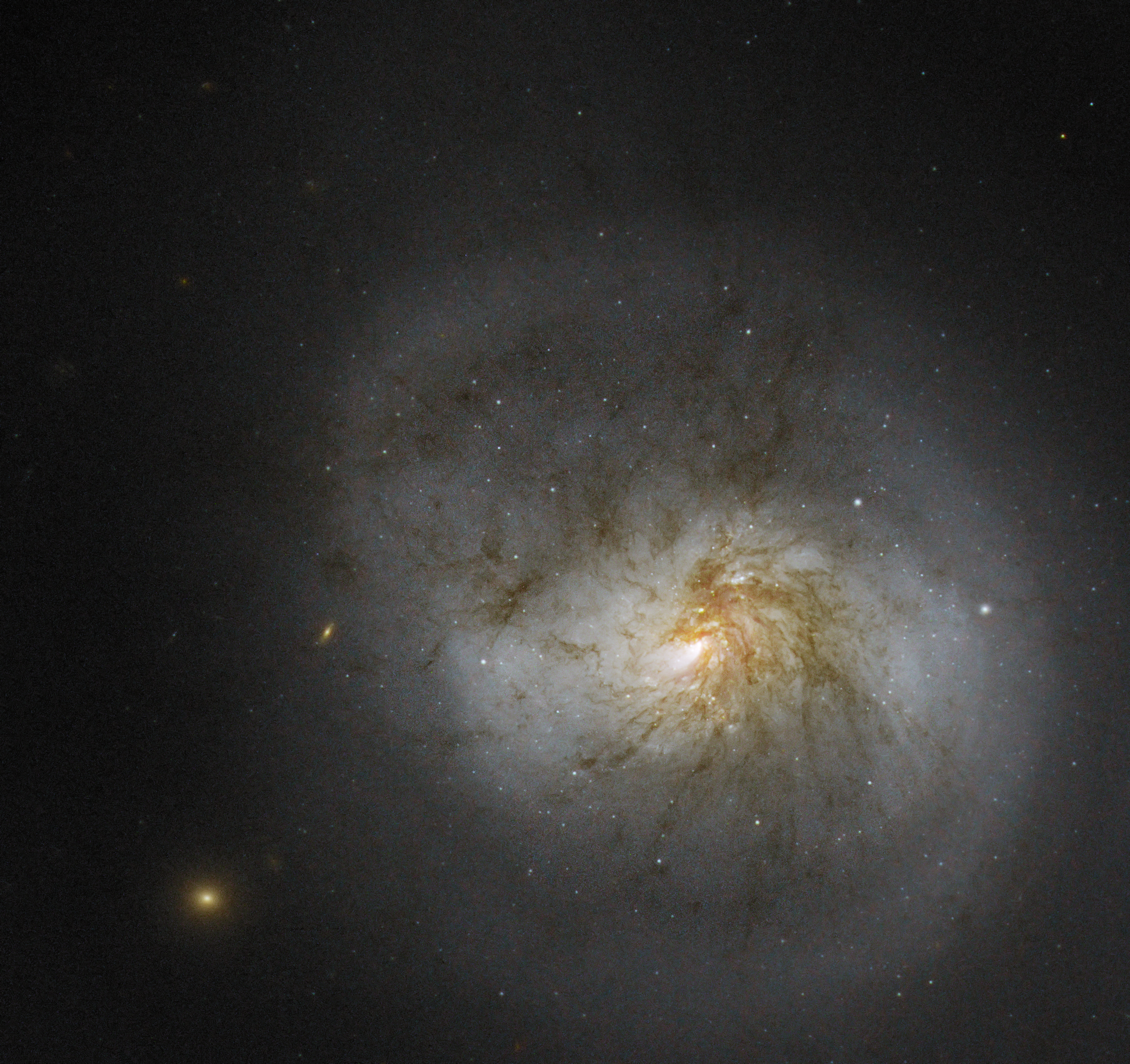
Hochaufgelöste Aufnahme des Zentrums von NGC 1022, erstellt mithilfe des Hubble-Weltraumteleskops